# オーソモレキュラー療法
オーソモレキュラー療法（オーソモレキュラーりょうほう、Orthomolecular medicine） またはオーソモレキュラー医学とは、栄養を補うことを通して健康を維持するための補完代替医療である。ホメオスタシスを維持する点で栄養摂取が一般に不十分であるという(現在なされている科学的コンセンサス と衝突する)主張である。
方法論として、オーソモレキュラー医学から実践として派生した、栄養摂取基準で推奨される量より数倍多くビタミンやミネラルを摂取するメガビタミン療法(en) が言及されることがある。
オーソモレキュラー療法の実践者は、食事制限やビタミン以外の栄養素の大量摂取、主流の医薬品の使用などを含む手段についても取り入れている。
オーソモレキュラー療法の支持者の間で、単なる栄養の不足を超えて、ある栄養素の最適でないレベルは健康に問題を引き起こし、健康であることの必須な要件としてそれらを釣り合わせるように気をつけるべきである、という議論がある。

## 概要
オーソモレキュラー(Orthomolecular )という単語はライナス・ポーリングによって作られた。
その意味は、「正しい量の正しい分子」("the right molecules in the right amounts" 、orthoはギリシャ語 で "right" を意味する）である。
従って、オーソモレキュラー療法は、個人に対して正しい量の正しい栄養分子の使用に焦点を当てている。支持者 
は、治療は患者個人の生体に基づいている、と述べている。
脂質異常症におけるビタミンや栄養素の使用のように、ライナス・ポーリングが打ち立て定義したオーソモレキュラー療法の標準に合わせたいくつかの療法は、標準医療においてでも使われている。
しかしながら、科学的や医学的な合意(サイエンティフィック･コンセンサス)は、オーソモレキュラー療法は薬物療法として十分にテストされていないというものである。
そして、それは現在、フードファディズムなどと評される。
このアプローチの支持者は栄養素の治療上の使用を調査している研究が主だったところから発表されてきたと言及する。
また、いくつかの病気に対しての治療として物議を醸す医療において使用される、とも主張した。
しかし、いくつかのビタミンはガンや死亡のリスクを高めることにつながっていると主張する人もいる
 。
科学界で合意がなされている意見は、普通の人にとって、バランスのとれた食事は必要なすべてのビタミンやミネラルを含み、定期的な栄養サプリメントの摂取は不必要であるというものである。

## 歴史と発展
20世紀初頭、何人かの医者はビタミンで病気を治すことができるのではないかという仮説を立て、1930年代 より大量のサプリメントが処方されてきた。それらの健康に対する効果は失望的であったが1950年代、1960年代に栄養は標準的な医学カリキュラム では強調されなかった。オーソモレキュラリストは、1967年にライナス・ポーリングがオーソモレキュラーという言葉を発明したとはいえ、栄養に関して熱心であった彼らの運動 の創始者たちの時代のいくつかの数値を引用する。
1960年代にライナス・ポーリングが、正しい量の正しい分子 というアイデアの“オーソモレキュラー” という言葉を紹介した。
ポーリングやその他による、ビタミンＣに関わる医学的大躍進の最初の主張以来、ビタミンＣの健康効果をみつることは議論を呼び矛盾に満ちたものでありつづけた 。ポーリングはほうぼうに主張したことから批判された。
のちに、研究はナイアシンやビタミンＣの他にも必須脂肪酸 を含む栄養に枝分かれした。

## 適用範囲
エイブラム・ホッファー(en:Abram Hoffer)によれば、オーソモレキュラー療法はすべての病気を治すことを目的とするものではない。またオーソモレキュラー療法は“オーソモレキュラー療法は標準医療を代替である。一定の比率の患者はオーソドックスな治療が必要である。それらの人々はオーソモレキュラー療法で十分に良くなるであろうし、残りの人々は標準医療との技巧的な合わせ技が必要である”ということでもない。
それにもかかわらず、支持者は栄養で予防し、治療でき、時には以下の様な幅広い範囲の病態を治すことができると言い続けてきた。
acne, alcoholism, allergies, arthritis, autism, bee stings, bipolar disorder, burns, cancer, the common cold, depression, drug addiction, drug overdose, epilepsy, heart diseases, heavy metal toxicity, acute hepatitis, herpes, hyperactivity, hypertension, hypoglycemia, influenza, learning disabilities, mental and metabolic disorders, migraine, mononucleosis, mushroom poisoning, neuropathy & polyneuritis (including multiple sclerosis), osteoporosis, polio, an hypothesised condition called "pyroluria", radiation sickness, Raynaud's disease, mental retardation, schizophrenia, shock, skin problems, snakebite, spider bite, tetanus toxin and viral pneumonia.

## オーソモレキュラーによる精神医療
ホッファーは特定の栄養素で精神疾患を治すことができると信じていた。
オーソモレキュラー精神医療の支持者は、オーソモレキュラーのアイデアはホッファーの前に遡るにものであると発言してきたにもかかわらず、1950年代に彼はナイアシンで統合失調症を治そうと試みた。
ファイファートリートメントセンター(en)のカールファイファー(Carl Pfeiffer)は、「患者の利益をもたらすすべての薬物には、それと同じ効果を達成する自然な物質が存在する。」（“every drug that benefits a patient, there is a natural substance that can achieve the same effect"）と信じ続け、ホッファーのアプローチを続けた。
ホッファーやオーソモレキュラー精神医療者と自称する人々によると、精神医療的の症候群は、ピロール尿症やen:histadelia、en:histapeniaなどと呼ばれるいくつかの仮説的な状態や生化学的な欠損やアレルギー、毒性などに起因する。
原因は、個別的な生化学的な診断上の研究（"individual biochemical workup"）において発見され、断食を含めた食事療法やメガビタミン療法を用いて治療されると言われている、と彼らは主張してきた。エビデンスベースドな医学はこれらの診断や治療を受け入れていない[要出典]。

## 普及
オーソモレキュラーの概念を最初に日本に持ち込んだのは、金子雅俊理学博士。